# Le Soleil a pas d'chance
Pour plus de détails, voir Fiche technique et Distribution.
Le Soleil a pas d'chance est un film québécois de Robert Favreau sorti en 1975.

## Synopsis
Dans les coulisses du Carnaval de Québec, le documentaire suit l’aventure des six duchesses qui représentent autant de quartiers de la Vieille Capitale et qui rêvent toutes de devenir la Reine du Carnaval. Le concours comporte plusieurs étapes et nombres d’épreuves. On attend d’elles un comportement irréprochable et une image qui est la fierté et la marque d’excellence du Carnaval. Pour le touriste et le spectateur, ces jeunes femmes sont l’image de marque de la fête de la neige et du froid.

## Fiche technique
- Titre : Le Soleil a pas d'chance
- Réalisation : Robert Favreau
- Photographie : Pierre Letarte
- Montage : Robert Favreau
- Son : Raymond Marcoux et Daniel Fournier
- Animation : Clorinda Warny
- Production : Jean-Marc Garand
- Société de production : Office national du film du Canada
- Pays :  Canada
- Genre : Documentaire
- Durée : 163 minutes
- Dates de sortie : 
  -  Canada : 1er décembre 1975

## Participation
- Claudette David
- Hélène Lapointe
- Linda Richard